# Крвареће десни Марфи
Марфи Хиберт, познатији као Крвареће десни Марфи (енгл. Bleeding Gums Murphy) је измишљени лик из цртаног филма Симпсонови, коме глас позајмљује Рон Тејлор. Марфи је џез музичар и идол Лисе Симпсон.